# Georgi Terziev
Georgi Ilkov Terziev (in bulgaro Георги Илков Терзиев?; Sliven, 18 aprile 1992) è un calciatore bulgaro, difensore del Ludogorec.

## Carriera

### Club
Nell'agosto del 2013 il giocatore passa dal Černomorec al Ludogorec. Con il Ludogorec vince 3 campionati di Bulgaria. Nella stagione 2014-2015 mette a segno anche il suo primo goal in Europa League contro il Liverpool, partita che finirà in parità 2-2. Passa in prestito nel febbraio 2017 ai croati dell'Hajduk Spalato, dove giocherà poco, rientrando al Ludogorec al termine del prestito. Nella stagione 2017-2018 vince il suo quarto campionato bulgaro.

### Nazionale
Nel 2011 ha esordito in nazionale.

## Statistiche

### Cronologia presenze e reti in nazionale
| Cronologia completa delle presenze e delle reti in nazionale ― Bulgaria | Cronologia completa delle presenze e delle reti in nazionale ― Bulgaria | Cronologia completa delle presenze e delle reti in nazionale ― Bulgaria | Cronologia completa delle presenze e delle reti in nazionale ― Bulgaria | Cronologia completa delle presenze e delle reti in nazionale ― Bulgaria | Cronologia completa delle presenze e delle reti in nazionale ― Bulgaria | Cronologia completa delle presenze e delle reti in nazionale ― Bulgaria | Cronologia completa delle presenze e delle reti in nazionale ― Bulgaria |
| Data                                                                    | Città                                                                   | In casa                                                                 | Risultato                                                               | Ospiti                                                                  | Competizione                                                            | Reti                                                                    | Note                                                                    |
| ----------------------------------------------------------------------- | ----------------------------------------------------------------------- | ----------------------------------------------------------------------- | ----------------------------------------------------------------------- | ----------------------------------------------------------------------- | ----------------------------------------------------------------------- | ----------------------------------------------------------------------- | ----------------------------------------------------------------------- |
| 7-10-2011                                                               | Kiev                                                                    | Ucraina                                                                 | 3 – 0                                                                   | Bulgaria                                                                | Amichevole                                                              | -                                                                       | 54’                                                                     |
| 11-10-2011                                                              | Sofia                                                                   | Bulgaria                                                                | 0 – 1                                                                   | Galles                                                                  | Qual. Euro 2012                                                         | -                                                                       |                                                                         |
| 23-5-2014                                                               | Ritzing                                                                 | Bulgaria                                                                | 1 – 1                                                                   | Canada                                                                  | Amichevole                                                              | -                                                                       | 79’                                                                     |
| 16-11-2014                                                              | Sofia                                                                   | Bulgaria                                                                | 1 – 1                                                                   | Malta                                                                   | Qual. Euro 2016                                                         | -                                                                       |                                                                         |
| 8-6-2015                                                                | Istanbul                                                                | Turchia                                                                 | 4 – 0                                                                   | Bulgaria                                                                | Amichevole                                                              | -                                                                       | 68’                                                                     |
| 10-10-2015                                                              | Zagabria                                                                | Croazia                                                                 | 3 – 0                                                                   | Bulgaria                                                                | Qual. Euro 2016                                                         | -                                                                       | 46’                                                                     |
| 25-3-2016                                                               | Leiria                                                                  | Portogallo                                                              | 0 – 1                                                                   | Bulgaria                                                                | Amichevole                                                              | -                                                                       | 90+3’                                                                   |
| 29-3-2016                                                               | Skopje                                                                  | Macedonia del Nord                                                      | 0 – 2                                                                   | Bulgaria                                                                | Amichevole                                                              | -                                                                       |                                                                         |
| 3-6-2016                                                                | Toyota                                                                  | Giappone                                                                | 7 – 2                                                                   | Bulgaria                                                                | Amichevole                                                              | -                                                                       | 86’                                                                     |
| 3-9-2017                                                                | Amsterdam                                                               | Paesi Bassi                                                             | 3 – 1                                                                   | Bulgaria                                                                | Qual. Mondiali 2018                                                     | -                                                                       | 33’                                                                     |
| 9-10-2019                                                               | Dublino                                                                 | Irlanda                                                                 | 3 – 1                                                                   | Bulgaria                                                                | Amichevole                                                              | -                                                                       | 81’                                                                     |
| 14-10-2019                                                              | Sofia                                                                   | Bulgaria                                                                | 0 – 6                                                                   | Inghilterra                                                             | Qual. Euro 2020                                                         | -                                                                       |                                                                         |
| 14-11-2019                                                              | Sofia                                                                   | Bulgaria                                                                | 0 – 1                                                                   | Paraguay                                                                | Amichevole                                                              | -                                                                       | 63’                                                                     |
| 17-11-2019                                                              | Sofia                                                                   | Bulgaria                                                                | 1 – 0                                                                   | Rep. Ceca                                                               | Qual. Euro 2020                                                         | -                                                                       |                                                                         |
| 8-10-2020                                                               | Sofia                                                                   | Bulgaria                                                                | 1 – 3                                                                   | Ungheria                                                                | Qual. Euro 2020                                                         | -                                                                       |                                                                         |
| 14-10-2020                                                              | Sofia                                                                   | Bulgaria                                                                | 0 – 1                                                                   | Galles                                                                  | UEFA Nations League 2020-2021 - 1º turno                                | -                                                                       |                                                                         |
| Totale                                                                  |                                                                         | Presenze                                                                | 16                                                                      |                                                                         | Reti                                                                    | 0                                                                       |                                                                         |

## Palmarès

### Club

#### Competizioni nazionali
- Campionato bulgaro: 11

Ludogorec: 2013-2014, 2014-2015, 2015-2016, 2017-2018, 2018-2019, 2019-2020, 2020-2021, 2021-2022, 2022-2023, 2023-2024, 2024-2025
- Coppa di Bulgaria: 3

Ludogorec: 2013-2014,  2022-2023, 2024-2025
- Supercoppa di Bulgaria: 7

Ludogorec: 2014, 2018, 2019, 2021, 2022, 2023, 2024